# 2MASX J11420497+1021267
2MASX J11420497+1021267 ist eine elliptische Zwerggalaxie vom Hubble-Typ E im Sternbild Löwe auf der Ekliptik. Sie ist schätzungsweise 284 Millionen Lichtjahre von der Milchstraße entfernt.

Im selben Himmelsareal befinden sich u. a. die Galaxien NGC 3817, NGC 3819, NGC 3820, NGC 3822.